# Elisabeth Schiemann
Elisabeth Schieman (15 de agosto de 1881-3 de enero de 1972) fue una genetista germana, investigadora y combatiente de la resistencia al Tercer Reich.

## Biografía
Elisabeth Schiemann nació en Viljandi, Estonia, que en ese momento formaba par de Livonia en el imperio Ruso. Su padre fue el historiador Theodor Schiemann, a partir de 1887 vivió en Berlín.
Formó parte de la primera generación de mujeres en Alemania que se les permitió estudiar y seguir carreras independientes como académicas, aunque en un principio estaban limitadas.
Asistió a un seminario para profesores en París y se quedó durante unos años para estudiar el idioma. Posteriormente, trabajó durante años como maestra en una escuela de niñas. A partir de 1908 estudió en la Universidad de Berlín y obtuvo su doctorado allí en 1912 con una tesis sobre las mutaciones en Aspergillus niger; su supervisor fue Erwin Baur.

### Trayectoria académica
De 1914 a 1931 fue asistente en el Instituto de Genética de la Universidad de Agricultura de Berlín, de la que fue director Baur. Se especializó en el 1924 con una tesis sobre la genética de la avena en invierno y verano. Como docente (Privatdozentin) en la Universidad Agrícola dio una conferencia sobre la ciencia y la biología de la reproducción de semillas, aunque su campo real de investigación fue la historia de las plantas cultivadas.
De 1931 a 1934 Schiemann trabajó como científico visitante en el Instituto Botánico de Berlín-Dahlem. Durante este periodo se interesó en la investigación arqueológica en el cultivo de cosechas. Su libro Entstehung der Kulturplanzen (Origen de las plantas cultivadas) se publicó en el 1932, convirtiéndose en una obra referencia en el campo de las plantas cultivadas y le daría el reconocimiento internacional. En 1943 publicó un tratado fundamental sobre su nueva investigación bajo el mismo nombre en la revista Ergebnisse der Biologie (Avances en Biología). En el 1931, también se convirtió en miembro de la facultad en la Universidad de Berlín.
Schiemann se posicionó en contra de la política racial del nacionalsocialismo y el pseudo-darwinismo, en contra de la persecución de los judíos y la abolición del sistema multipartidista. Esto le supuso un conflicto con el régimen y en 1940 tras una denuncia y la controversia sobre su puesto de profesora, la "venia legendi" fue retirada.
En el 1943, Elisabeth Schiemann se hizo cargo de la gestión de un departamento de historia de cultivos independiente en el recién fundado Kaiser-Wilhelm-Institut für Kulturpflanzenforschung (Kaiser-Wilhelm Instituto de Investigación de Plantas de cultivos, ahora el Leibniz- Institut für Pflanzengenetik und Kulturpflanzenforschung, una división de la Asociación Leibniz) en la sección Tuttenhof de Viena. En 1946 recibió una cátedra en la Universidad de Berlín que volvió a abrir, allí enseñó genética e historia de cultivos hasta el 1949. Fue capaz de continuar su investigación en locales improvisados. En 1948, el departamento de historia de cultivos junto con su contraparte en Berlín-Dahlem, aunque se dice Kaiser-Wilhelm Institute, fue transferido a la recién fundada Deutsche Forschungshochschule (Universidad Alemana de Investigación); tras lo cual se disolvió en 1953, Schiemann continuó dirigiendo el departamento como un centro de investigación independiente de la Sociedad Max Planck hasta su retiro en 1956, cuando se disolvió el departamento.

### Actividades de resistencia
Habló activamente de los perseguidos por el régimen Nazi. Perteneció a una red de mujeres que incluía, entre otros, a la miembro de la resistencia y pastora Elisabeth Schmitz. Junto a Schmitz, Elisabeth y su hermana Gertrude fueron miembros de la Iglesia confesora de Dahlem (Berlín).
Se dedicó a escribir a los ministros y pastores de la catedral Confesora, instándolos a ser más sinceros en la condena al régimen Nazi y los ministros gubernamentales que protestaban el tratamiento de los judíos emigrados. Ayudó a las hermanas Valerie y Andrea Wolffenstein a evadirse de la deportación y defendió a  colegas judíos que asistían a simposios científicos.
Mantuvo una estrecha amistad con la física Lise Meitner, que había escapado en julio de 1938. Esto se pone de manifiesto por una extensa correspondencia conservada durante décadas. Después de la Segunda Guerra Mundial, hubo un conflicto entre las dos debido a la falta de resistencia contra el régimen Nazi entre la población alemana y la importancia de hacer frente al pasado Nazi.

## Premios y reconocimientos
- 1945 recibió la Cruz del Mérito de la orden del Mérito de la República Federal Alemana.
- 1945 se convirtió en miembro honorario de la Sociedad Botánica de Francia.
- 1953 se convirtió en miembro científico de la Sociedad Max Planck.
- 1956 miembro de la Leopoldina.[6]
- 1959, la Leopoldina le otorgó la Placa de Darwin (única mujer de 18 científicos).
- 1962 recibió un doctorado honorífico por la facultad agrícola de la Universidad Técnica de Berlín: la primera mujer en recibir este honor.
- 2003, en Falkenberg (Berlín) se nombró una calle en su honor: Elisabeth-Schiemann-Strasse.
- 2014, Yad Vashem la honró como "Righteous among the nations".[7]

## Muerte
Schiemann murió en Berlín y fue enterrada en el cementerio de la iglesia del pueblo de Dahlem.